# Kasereck
Il Kasereck (2.740 m s.l.m.) è una montagna dei Tauri di Schladming e di Murau nelle Alpi dei Tauri orientali. Si trova nel Salisburghese (Austria).

## Caratteristiche
Costituisce l'elevazione più importante della cresta che dall'Hochgolling scende verso sud. È raggiungibile da Göriach.